# Superleggera (sedia)
(Giò Ponti)
Superleggera è una sedia progettata dal designer italiano Gio Ponti nel 1955 e prodotta dall'azienda italiana Cassina dal 1957. Si tratta di uno dei prodotti più noti del designer milanese e uno dei prodotti di disegno industriale più rilevanti del XX secolo; fa infatti parte della collezione permanente del Triennale Design Museum ed è stata esposta alla 4ª edizione di quest'ultimo: Le Fabbriche dei sogni. Per le sue caratteristiche e per le originali dimostrazioni che hanno accompagnato la sua presentazione al pubblico, la sedia è diventata un simbolo culturale e uno degli esempi più interessanti di tecnologia innovativa applicata all'arredamento. È stata selezionata per la premiazione del IV Compasso d'oro (non vincendolo) e fa parte della selezione ADI Design Index. La sedia è stata comunque più volte definita dallo stesso progettista una "semplice sedia".

## Contesto
La sedia nasce dalla volontà di Ponti di reinventare uno degli esempi più forti della tradizione vernacolare italiana, l'archetipo della sedia impagliata: la sedia di Chiavari, uno dei simboli dell'artigianato ligure sin dall'Ottocento. Decide quindi di sviluppare il suo progetto seguendo i concetti chiave della storica seduta: leggerezza, semplicità e stabilità ma soprattutto bassi costi di produzione e d'acquisto. Inizia quindi il suo interesse nel progetto sin dall'immediato secondo dopoguerra italiano che ne creava un contesto sociale ed economico ideale. C'era bisogno infatti di realizzare oggetti d'arredamento dai costi contenuti per andare incontro alle difficoltà economiche della popolazione.

## Primi prototipi (1949-1951)
Nel 1949 Ponti realizza il primo di due prototipi della sedia che aveva in mente; in questa fase della progettazione, il designer si concentra sulla parte formale ed ergonomica, la parte superiore dello schienale viene piegata all'indietro, creando anche una sensazione di modernità della linea pur mantenendo la tradizione del modello ispiratrice. Nel 1951 il progetto si evolve con un secondo prototipo, il modello Chiavari viene quindi ridotto ai suoi elementi essenziali e quindi pulito nella forma e alleggerito. In questo prototipo, denominato Leggera ed effettivamente messo in produzione dalla Cassina vengono mantenute le sezioni circolari dei montanti e le gambe. Lo scopo finale però era quello di aumentare ulteriormente le prestazioni della seduta e la tecnologia, sia di assemblaggio che di materiali, ad essa applicata.

## Modello definitivo
Nel 1955 viene delineato quello che sarà poi nel 1957 il modello definitivo chiamato Superleggera (codice di progetto 699). L'intera struttura portante viene ri-progettata, le gambe e i montanti vengono quindi ridisegnati con una sezione triangolare con spessore di soli 18 mm e viene effettuato un profondo studio sugli incastri, al fine di migliorare non solo la robustezza della sedia ma anche la sua leggerezza. Vengono scelti materiali leggeri ad alte capacità meccaniche pur essendo di origini naturali come il legno di frassino per la struttura e la canna indiana per la seduta. In alternativa, per il rivestimento del sedile, la canna d'India può essere sostituita con un materiale di natura sintetica: non fu fatta in cellophane
Il risultato finale è una sedia altamente tecnologica pur mantenendo una grande fedeltà estetica con il modello artigianale e senza l'utilizzo di materiali compositi o non naturali. In anni successivi la sedia è stata realizzata anche in versione imbottita ed è ancora attualmente prodotta dalla Cassina SpA. La sedia, che è stata segnalata, non vincendolo, al IV Compasso d'Oro ADI (premio tra l'altro ideato dallo stesso Giò Ponti), è stata definita dal suo progettista come una sedia priva di aggettivi, una normale sedia che torna alle sue origini, senza nessuna stranezza o caratteristica che la allontani da ciò che una sedia debba essere.
| Dimensioni        | Dimensioni |
| ----------------- | ---------- |
| Altezza seduta    | 460 mm     |
| Larghezza totale  | 410 mm     |
| Altezza totale    | 830 mm     |
| Profondità totale | 450 mm     |

## Da progetto razionale a simbolo culturale e tecnologico
Il progetto nasce in modo estremamente razionale: ogni soluzione è stata attualizzata per motivi tecnici e strutturali al fine di migliorare un prodotto culturale italiano molto radicato nel territorio, la sedia di Chiavari. La Superleggera entra nella cultura italiana e si diffonde in essa sia per le sue caratteristiche strutturali sia per le curiose ed originali campagne di comunicazione fatte per promuoverla. La Superleggera, infatti, dotata di prestazioni eccellenti (si tratta di una sedia che pur pesando solo 1,7 kg è estremamente solida e robusta) viene promossa con alcune idee molto originali che ne fanno evincere, cercando di stupire, le proprie caratteristiche. Per la sua presentazione, infatti, Giò Ponti sottopone la sedia ad un bizzarro collaudo: facendola cadere dal quarto piano di un edificio, anziché sfracellarsi a terra, rimbalza come una palla, senza danni. La sedia viene anche promossa con una simpatica vignetta raffigurante un bambino che la alza con un dito. O performance più recenti come la Superleggera sospesa in aria tirata verso l'alto da un palloncino e tenuta a terra tramite dei tiranti.
Viene tuttora identificata come uno degli oggetti di disegno industriale più rilevanti ed influenti nella storia del settore a livello internazionale e fa parte di collezioni di molti musei dedicati al design, alla tecnologia e all'arte moderna di tutto il mondo ed è uno dei simboli più citati del design italiano e della cultura artigianale milanese legata all'arredamento. Quest'evoluzione, che l'ha resa "un classico", ha portato tuttavia la sedia a una discutibile incoerenza con le concezioni originarie del progettista: da semplice ed economica sedia "per il popolo" la Superleggera è divenuta negli anni un oggetto culturale ricercato, non più rivolto alla massa e con un prezzo di vendita decisamente elevato.